# Tratado de Limites de 1881 entre Chile e Argentina
O Tratado de Limites de 1881 entre a Argentina e o Chile foi assinado em 23 de julho de 1881 em Buenos Aires por Bernardo de Irigoyen, pela Argentina, e Francisco de Borja Echeverría, pelo Chile, com o objetivo de estabelecer uma fronteira precisa entre os dois países com base no uti possidetis juris princípio. Apesar de dividir terras em grande parte inexploradas, o tratado lançou as bases para quase toda a fronteira atual de 5 600 km do Chile e da Argentina

## Negociação e acordo
Em 1874, o ministro chileno Guillermo Blest Gana e o ministro argentino das Relações Exteriores Carlos Tejedor concordaram em submeter a questão à arbitragem. No entanto, o novo presidente argentino Nicolás Avellaneda, impulsionado pela popularidade interna, cancelou o acordo em 1875. As tentativas de esclarecer a disputa sobre a Patagônia não tiveram sucesso até 1881, quando o Chile estava lutando na Guerra do Pacífico contra a Bolívia e o Peru. O Chile já havia derrotado os exércitos regulares da Bolívia e do Peru e tinha grandes contingentes na ocupação do Peru e na luta contra os guerrilheiros de Andrés Avelino Cáceres. Para evitar lutar também contra a Argentina, o presidente chileno Aníbal Pinto autorizou seu enviado, Diego Barros Arana, a entregar todo o território necessário para evitar que a Argentina se aliasse à Bolívia e ao Peru.
No entanto, a situação chilena não era tão frágil. Enquanto a Argentina aproveitou o conflito do Chile para pressionar por uma fronteira favorável na Patagônia, a diplomacia chilena só concordou em assinar o tratado depois que o triunfo em Lima mostrou que o Chile estava em uma posição de poder. Assim, os planos argentinos de negociar com um Chile enfraquecido e conturbado foram parcialmente abandonados com a exibição de proezas militares do Chile no Peru.

## Tratado
O tratado definiu a fronteira em três artigos.
Definia a fronteira até a latitude 52°S como a linha marcada pela divisão continental e pelas montanhas mais altas dos Andes.
Artigo 1:
A fronteira entre o Chile e a República Argentina é de norte a sul, até o paralelo 52 de latitude, a Cordilheira dos Andes. A linha de fronteira deve correr nessa extensão sobre os cumes mais altos das referidas Cordilheiras que dividem as águas, e deve passar entre as fontes (de riachos) que fluem para ambos os lados.
Os artigos 2 e 3 reconhecem a área ao redor do Estreito de Magalhães (ao sul do 52 ° S) como chilena, bem como as ilhas ao sul do Canal de Beagle. A Ilha Grande de Tierra del Fuego foi dividida em duas partes.
Artigo 2: Na área do Estreito de Magalhães, ao sul do paralelo 52° S, o limite iria de Punta Dúngenes para oeste pela cadeia de colinas até o Monte Aymond, de onde uma linha reta é traçada até a interseção do paralelo 52° S e do meridiano 70° W, e daí para oeste ao longo do paralelo 52° até o último ponto divisório definido pelo artigo 1.
Artigo 3:
Na Terra do Fogo, será traçada uma linha que, partindo do ponto denominado Cabo Espírito Santo, paralelamente a 52° 40', se prolongará para sul ao longo do meridiano 68° 34' a oeste de Greenwich até tocar o Canal de Beagle. A Terra do Fogo, assim dividida, será chilena no lado ocidental e argentina no leste. Quanto às ilhas, à República Argentina pertencerá Staten Island, as pequenas ilhas próximas a ela, e as outras ilhas que podem existir no Atlântico a leste da Terra do Fogo e da costa oriental da Patagônia; e ao Chile pertencerão todas as ilhas ao sul do Canal de Beagle até o Cabo Horn, e aquelas que podem estar a oeste da Terra do Fogo.
Além disso, o tratado define o status do Estreito de Magalhães:
Artigo 5:
O Estreito de Magalhães será neutralizado para sempre, e a livre navegação assegurada às bandeiras de todas as nações. A fim de assegurar essa liberdade e neutralidade, não serão construídas fortificações ou defesas militares nas costas que possam ser contrárias a esse propósito.
O Artigo 6 afirma que os tratados de fronteira mais antigos se tornaram obsoletos e ambos os países concordaram em submeter quaisquer disputas futuras à decisão de um terceiro país amigo.

### Fronteira marítima
O direito do mar na época do tratado de 1881 era diferente dos artigos do Direito do Mar de 1982, o que significava que o Chile e a Argentina aderiram à prática aceita de um mar territorial de três milhas náuticas (5,6 km). Portanto, o tratado enfatizou a delimitação das fronteiras terrestres, incluindo ilhas, mas não estipulou os limites offshore, que desde então foram expandidos para 200 milhas náuticas (370 km).

## Outras disputas

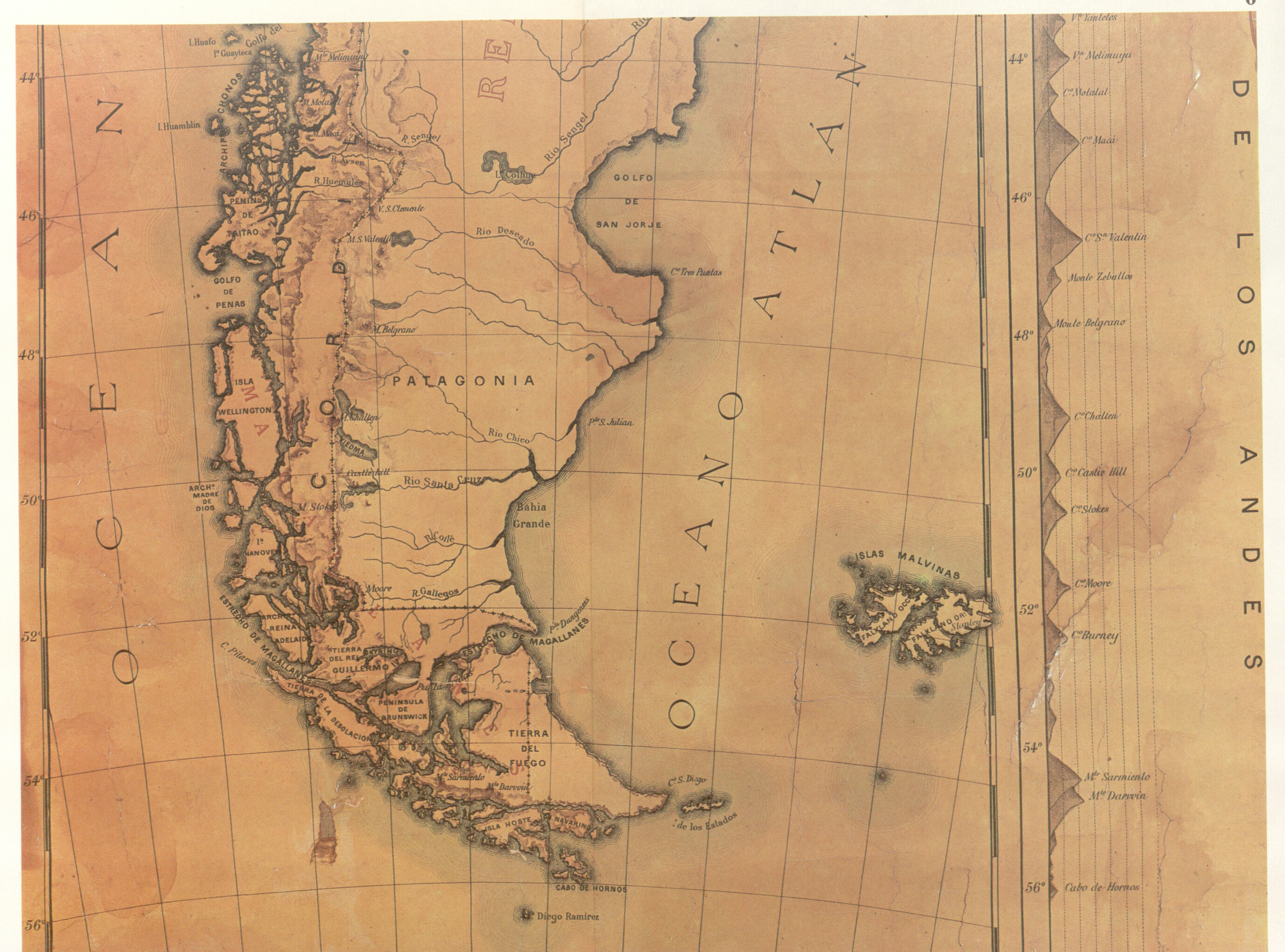
Um mapa de 1884.

De acordo com a visão argentina do tratado, chamada de transferência Magalhães / Atlântico, o acordo geral era que a Argentina era um país atlântico e o Chile era um país do Pacífico. O Chile nunca aceitou isso e a visão chilena foi confirmada pelo Tribunal Arbitral na disputa do Beagle:
É com base nisso, bem como na atribuição real do território patagônico à Argentina efetuada pelo Artigo II do Tratado, que a Corte chega à conclusão de que foi a antítese Patagônia / Magalhães, e não Magalhães / Atlântico, que constituiu o elemento fundamental do acordo do Tratado.
Alguns erros que permitiriam uma costa do Pacífico para a Argentina no Estreito de Última Esperanza e uma costa atlântica para o Chile na Baía de San Sebastián foram posteriormente corrigidos, a fronteira na Terra do Fogo foi movida de 68°34'00"W (como FitzRoy erroneamente marcou o "Cabo del Espiritu Santo") para 68°34'40"W (verdadeira longitude do Cabo) dando 626 km2 para a Argentina.  Diferentes interpretações da fronteira ao norte da latitude 52 ° S levaram à Arbitragem do rei britânico Eduardo VII em 1902.
As disputas de fronteira continuaram, pois a Patagônia ainda era uma área inexplorada. O conceito de divisão continental era fácil de aplicar nas regiões do norte, mas na Patagônia, as bacias hidrográficas cruzavam os Andes, o que levou a disputas sobre se os picos mais altos seriam a fronteira, favorecendo a Argentina, ou as bacias hidrográficas, favorecendo o Chile. A Argentina argumentou que documentos anteriores referentes à fronteira sempre mencionavam a Cordilheira Nevada como a fronteira e não a divisão continental. O explorador argentino Francisco Perito Moreno sugeriu que muitos lagos da Patagônia que drenavam para o Pacífico faziam parte da bacia do Atlântico, mas haviam sido represados por morenas durante as glaciações quaternárias, mudando suas saídas para o oeste. Em 1902, a guerra foi novamente evitada quando o rei Eduardo VII da Grã-Bretanha concordou em mediar entre as duas nações. Ele estabeleceu a fronteira atual na região da Patagônia em parte dividindo muitos lagos disputados em duas partes iguais; A maioria desses lagos ainda tem um nome de cada lado da fronteira.
A disputa que surgiu no norte da Puna de Atacama foi resolvida com o Processo da Puna de Atacama de 1899, embora sua causa real estivesse fora do escopo do tratado de fronteira de 1881 e tenha se originado de transferências entre a Bolívia e a Argentina de terras ocupadas pelo Chile durante a guerra do Pacífico.

Alguns problemas do tratado
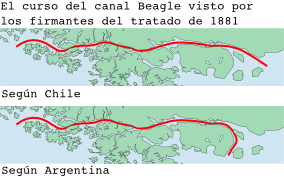
1904 A Argentina mudou sua visão do Canal de Beagle
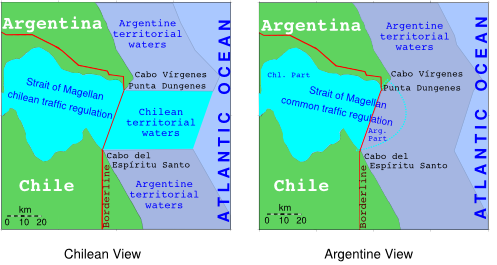
Duas vistas da entrada leste do Estreito de Magalhães
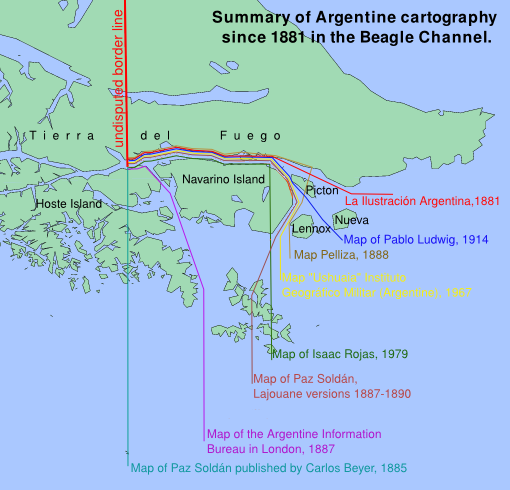
9 Diferentes interpretações argentinas do tratado no Cabo Horn
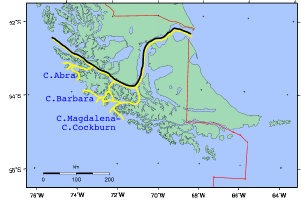
Vistas chilenas (pretas) e argentinas (amarelas) do Estreito de Magalhães

## Análise

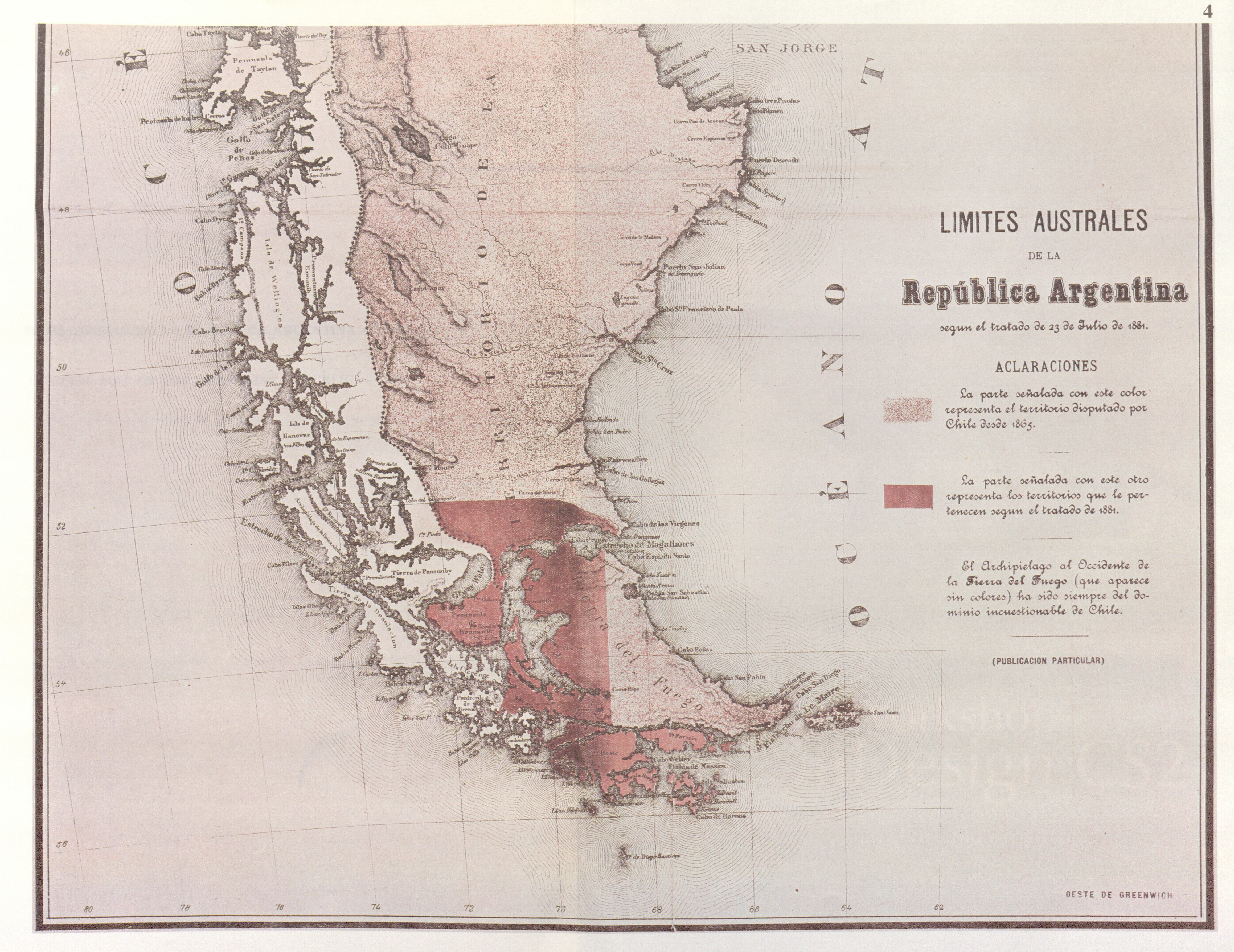
Reprodução parcial do primeiro mapa argentino mostrando os limites estabelecidos no Tratado de Limites de 23 de julho de 1881.

Como cada lado estava convencido da legitimidade de sua própria reivindicação, as pretensões da outra parte foram consideradas usurpadoras, um começo de mau agouro que sobrecarregou as relações de ambos os países.
O tratado resolveu uma preocupação imediata de ambos os lados, mas posteriormente tornou-se evidente que no extremo sul, cerca de 42 ° S a 52 ° S, o Artigo 1 do tratado apresentava problemas de interpretação e aplicação.
Alguns publicitários políticos argentinos argumentam que os artigos 2 e 3 do tratado eram ambíguos.  No entanto, as interpretações argentinas posteriores foram recusadas pelo tribunal internacional, que os mapas argentinos da primeira década também aplicavam a interpretação chilena e as duas propostas papais, bem como o tratado de 1984, mantiveram a interpretação chilena do tratado, pelo menos no que diz respeito à linha de fronteira terrestre.
Pode haver outras razões para as dificuldades argentinas sobre a interpretação. Michael Morris observa sobre a política argentina:
Retaguarda Esforços argentinos foram feitos para obter o reconhecimento de algum tipo de regime de gestão compartilhada para o Estreito [de Magalhães], a fim de mitigar o que foi percebido como a derrota diplomática marcante para a Argentina no tratado de 1881 que concedeu ao Chile o controle sobre o estreito.
O Campo de Gelo do Sul da Patagônia é a última questão ainda pendente para aplicar o Tratado de Limites de 1881.

## Bibliografa
- Michael A. Morris, "The Strait of Magellan", Martinus Nijhoff Publishers, ISBN 0-7923-0181-1, 237 pages.